# Xysticus caspicus
Xysticus caspicus là một loài nhện trong họ Thomisidae.
Loài này thuộc chi Xysticus. Xysticus caspicus được miêu tả năm 1968 bởi Utochkin.